# Les Terres de Nataé
Koordinaten: 47° 48′ 44″ N, 3° 24′ 27″ W
Les Terres de Nataé, früher Zoo de Pont-Scorff genannt, ist ein Zoo, der sich in der französischen Gemeinde Pont-Scorff im Département Morbihan in der Region Bretagne befindet. Die Großstadt Nantes liegt in einer Entfernung von rund 150 Kilometern in südöstlicher Richtung. Der Zoo ist bei der European Association of Zoos and Aquaria (EAZA) akkreditiert und wurde im Jahr 2022 von rund 100.000 Personen besucht.

## Geschichte
1973 öffneten Maguy und Pierre Thomas einen ca. vier Hektar großen Tierpark unter dem Namen Zoo de Pont-Scorff. Sie schufen diese Stätte als Einrichtung zum Artenschutz, betrieben jedoch zunächst auch Werbung mit Tieren, die Zirkus-Dressurnummern vorführten.
1981 wurden 30.000 Besucher des Parks registriert. Ab 1985 ermöglichte die finanzielle Situation des Zoo, sich zu vergrößern, neue Einrichtungen vorzustellen und mehr Tiere aufzunehmen. Pierre Thomas besuchte viele Schulen in der Region, um für den Zoo zu werben. Die Beschaffung verschiedener Tierarten und das Abhalten von Lehrveranstaltungen sollten erreichen, das öffentliche Bewusstsein für den Artenschutz zu intensivieren. Die Gründer beteiligten sich auch an verschiedenen Naturschutzprojekten im Rahmen des Europäischen Erhaltungszuchtprogramms (EEP).
Als Pierre Thomas im Jahr 2003 verstarb, erlebte der Zoo eine sehr starke Verbundenheit der örtlichen Bevölkerung. Die Unterstützung der Bewohner der Region ermöglichte den Weiterbetrieb des Zoos, der nach einem schweren Sturm des Jahres 1987 zu 70 % zerstört war und sich noch in der Wiederaufbauphase befand. Aufgrund finanzieller Schwierigkeiten wurde der Park mehrmals verkauft. Überalterte Einrichtungen sollten erneuert werde. Mangelnde Investitionsmöglichkeiten und Meinungsverschiedenheiten in der Verwaltung ließen den Zoo eine schwierige Zeit durchleben, sodass er 2019 geschlossen wurde.
Am 21. Mai 2021 starteten umfangreiche Restaurierungsarbeiten. In einem Zeitraum von etwa neun Monaten wurden 60 % des ehemaligen Pont-Scorff-Zoos umgestaltet. Fast 30 Gehege wurden den aktuellen tiergärtnerischen Erfordernissen angepasst, mehrere neue Gebäude gebaut, die Filtersysteme aller Becken erneuert und die Infrastruktur des Straßen-, Abwasser- und Stromnetzes modernisiert. Mit den neuen Besitzern erlebte der Zoo  seine Wiederauferstehung und er wurde 2022 unter dem Namen Les Terres de Nataé der Öffentlichkeit erneut zugänglich gemacht. Der Name Nataé bezieht sich auf eine keltische Naturgottheit. Die mit Schutz und Erneuerung in Verbindung gebrachte Göttin wurde verehrt, um das Gleichgewicht zwischen Natur und Mensch aufrechtzuerhalten. Sie soll nun symbolisch über den Standort und die Tiere Wache halten. Die Wiedereröffnung war mehr als nur eine Namensänderung. Fragen des Umwelt-, Natur- und Artenschutzen wurden stärker in den Vordergrund gerückt.
Ein Anliegen des Zoos ist es, Menschen mit Entwicklungsstörungen zu beschäftigen. So arbeiten beispielsweise mehrere junge Erwachsene mit dem Asperger-Syndrom als Tierpfleger im Zoo. Les Terres de Nataé arbeitet außerdem im Rahmen der Pflege der Grünflächen des Parks mit der Organisation Sauvegarde 56 zusammen, die das Ziel verfolgt, Menschen mit anerkannter Behinderung die Ausübung einer beruflichen Tätigkeit zu ermöglichen.

## Anlagenkonzept und Tierbestand
Im Zoo werden rund 450 Tiere auf einem ca. 14 Hektar großen Gelände gehalten. Die Arten sind im Wesentlichen nach geografischen Gesichtspunkten aufgeteilt. Dementsprechend gibt es die großen Bereiche Europa, Afrika, Asien mit einer Dschungellandschaft für den Westlichen Kleinen Panda und Südamerika. Weitere Bereiche enthalten, ein Reptilarium eine Minifarm und einen Kinderspielplatz. Im nördlichen Gelände des Zoos befinden sich mehrere Volieren sowie eine große Freiflughalle mit Teichen und Wasserfällen. Diese Anlagen sind u. a. mit Papageien-, Reiher- und Ibisarten besetzt. Pelikane bewohnen eine separate Teichlandschaft.

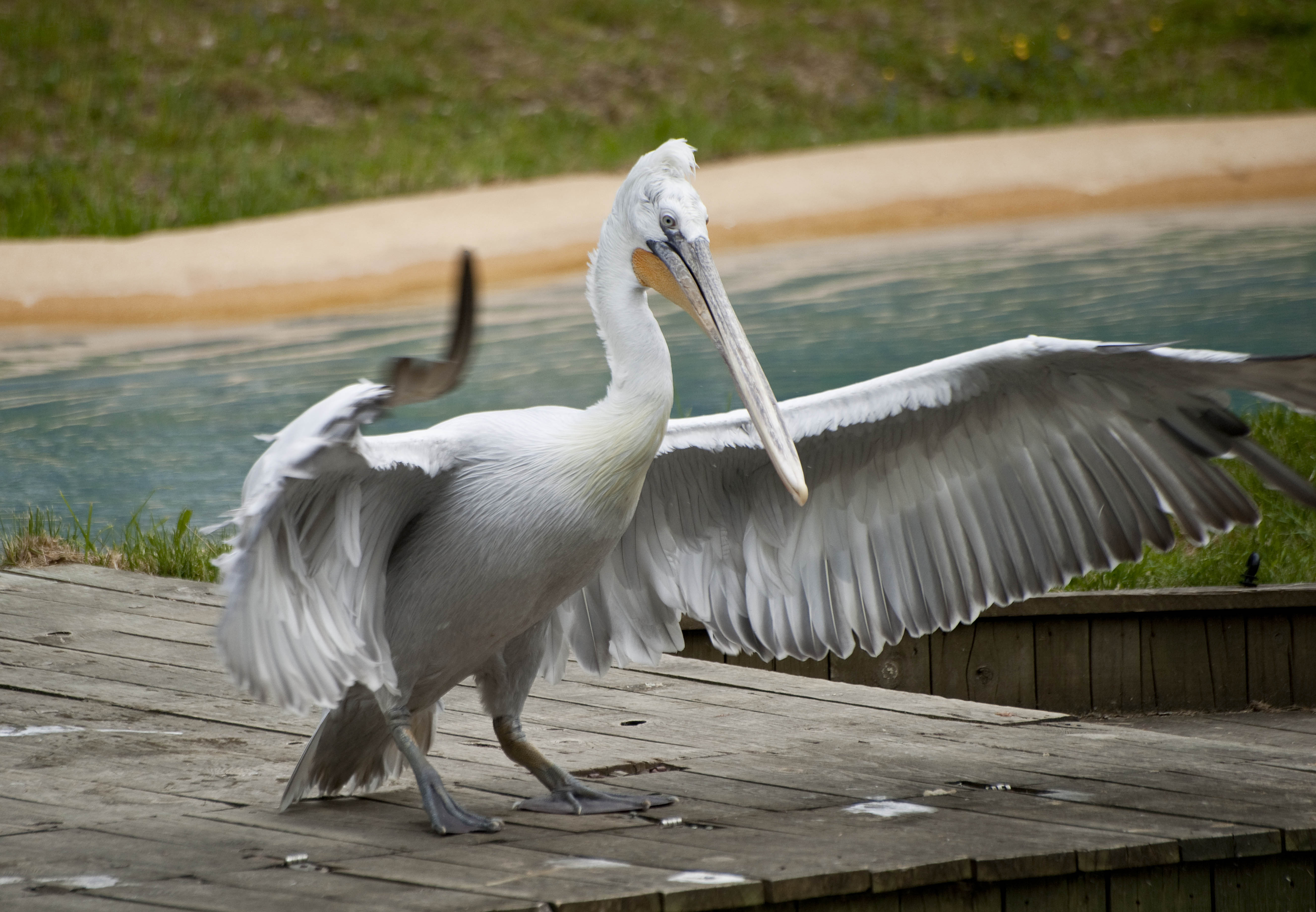
Krauskopfpelikan
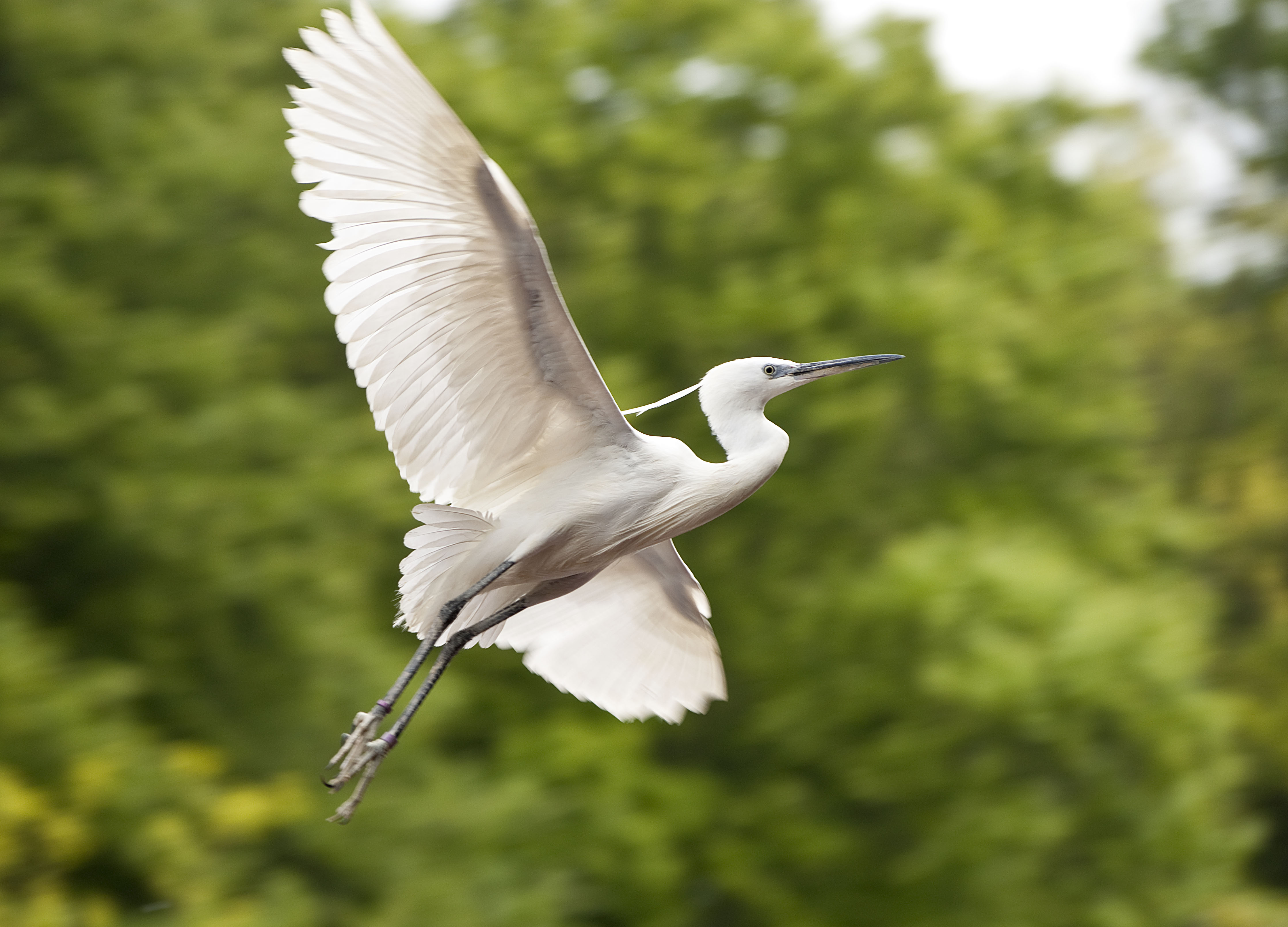
Seidenreiher
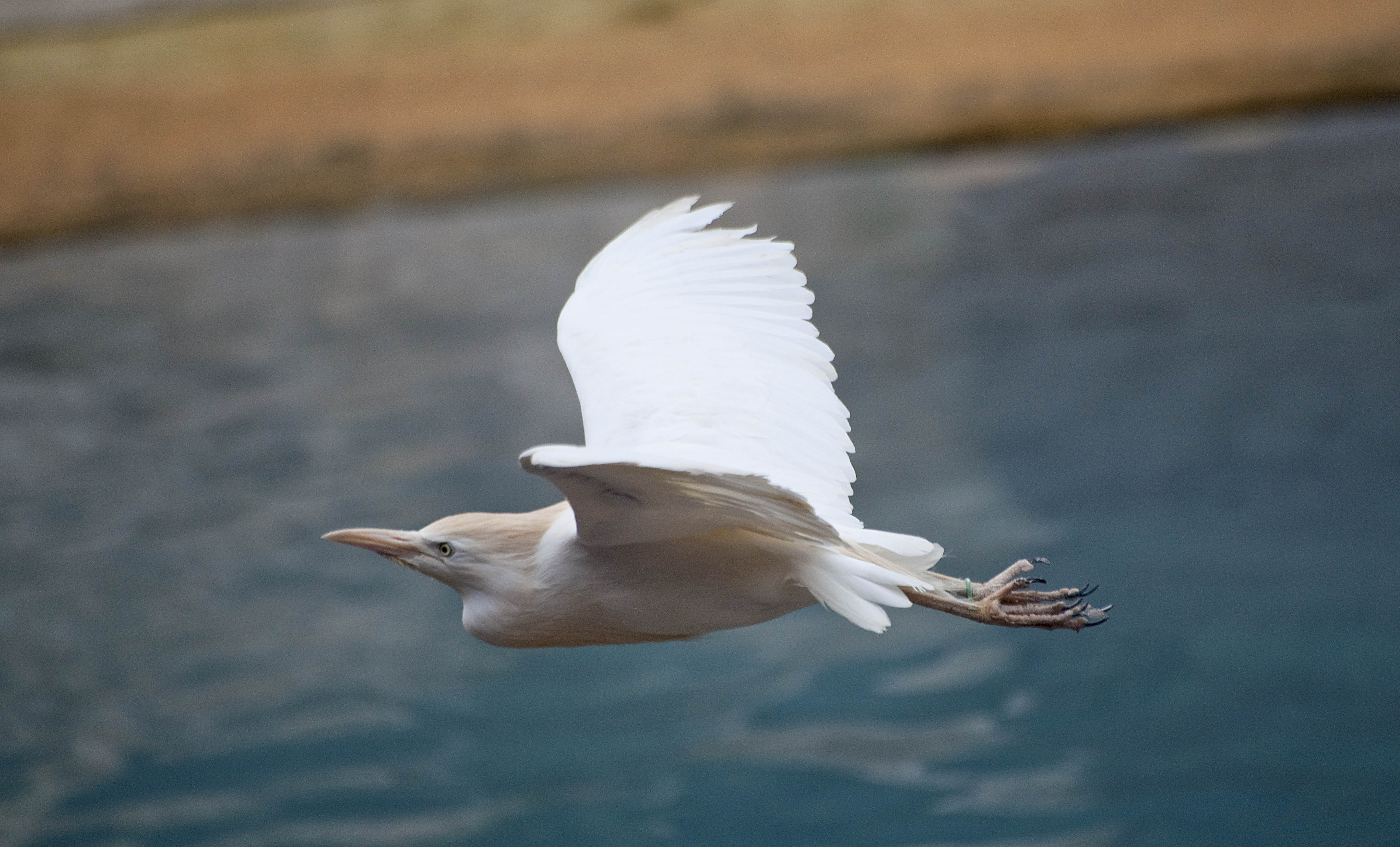
Kuhreiher
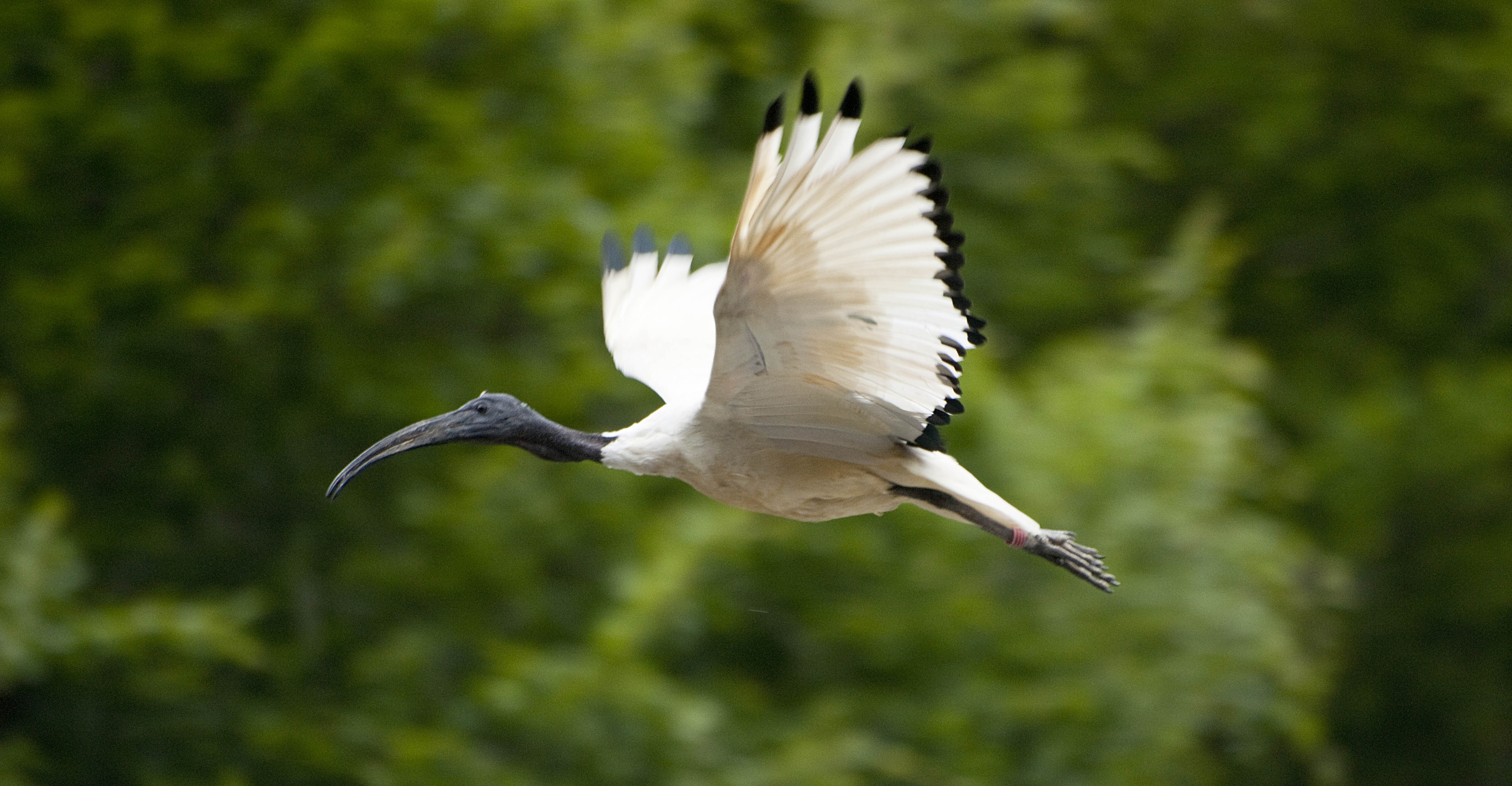
Pharaonenibis
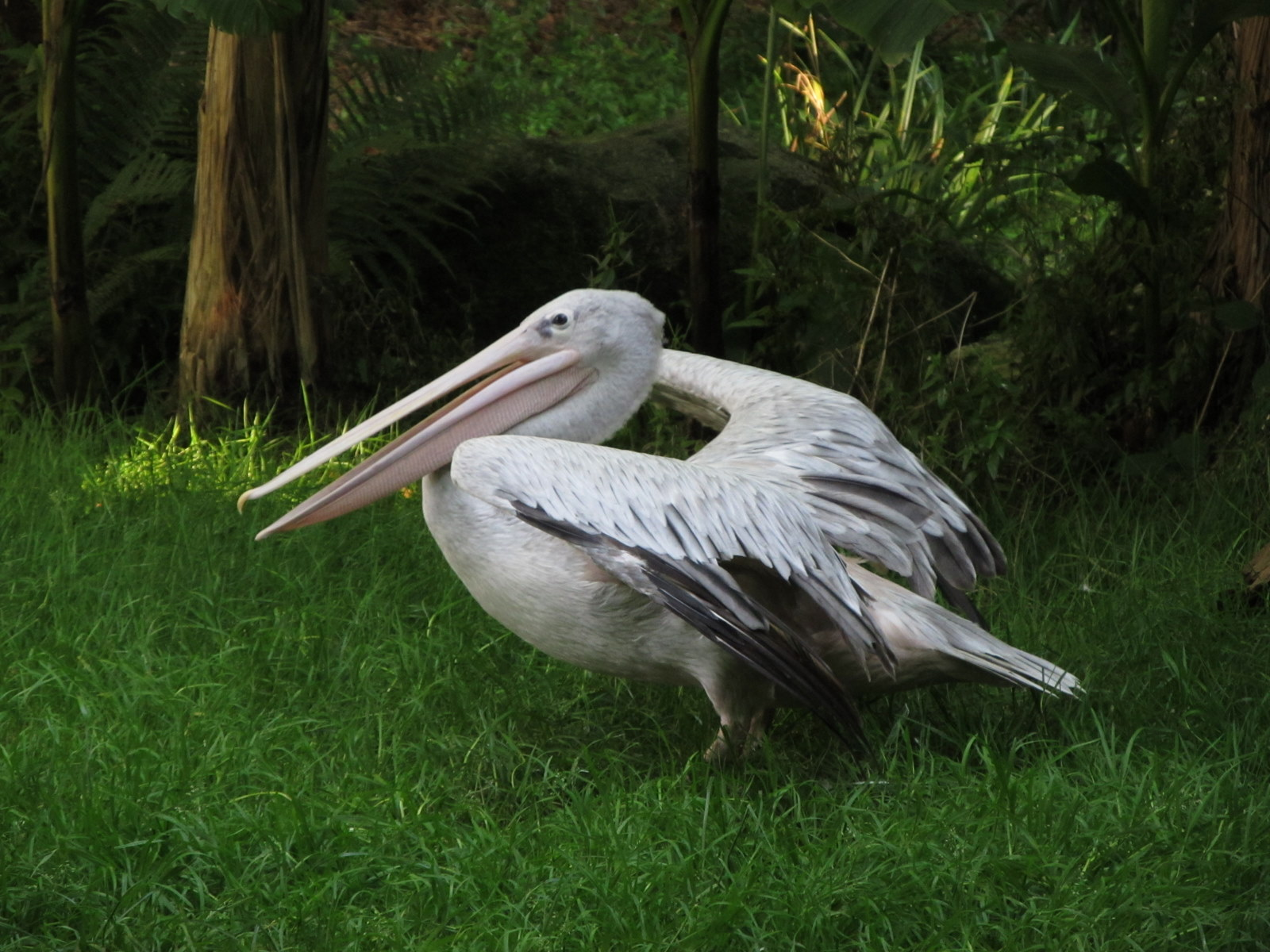
Rötelpelikan

## Arterhaltungs- und Schutzprogramme
Terres de Nataé widmet sich dem Erhalt der biologischen Vielfalt in einer Zeit, in der viele Arten auszusterben drohen. Durch die Beteiligung an In-situ-Programmen wurden Beziehungen zu vielen Naturschutzorganisationen aufgebaut. Dabei werden auch finanzielle und personelle Ressourcen bereitgestellt. Besonders stark ist der Zoo bei Schutzprogrammen engagiert, die den Schutz folgender Arten betreffen: Binturong, Westlicher Roter Panda, Sri-Lanka-Leopard, alle Lemurenarten, Rotohrara und afrikanische Großkatzen. Langfristig ist es das Ziel des Zoos, auf dem Gelände nach und nach nur Arten zu beherbergen, die gemäß der International Union for Conservation of Nature and Natural Resources (IUCN) als „gefährdet“ oder höher eingestuft sind.

## Bilder
Die nachfolgende Bildauswahl zeigt einige Katzenartige aus dem Bestand von Les Terres de Nataé:

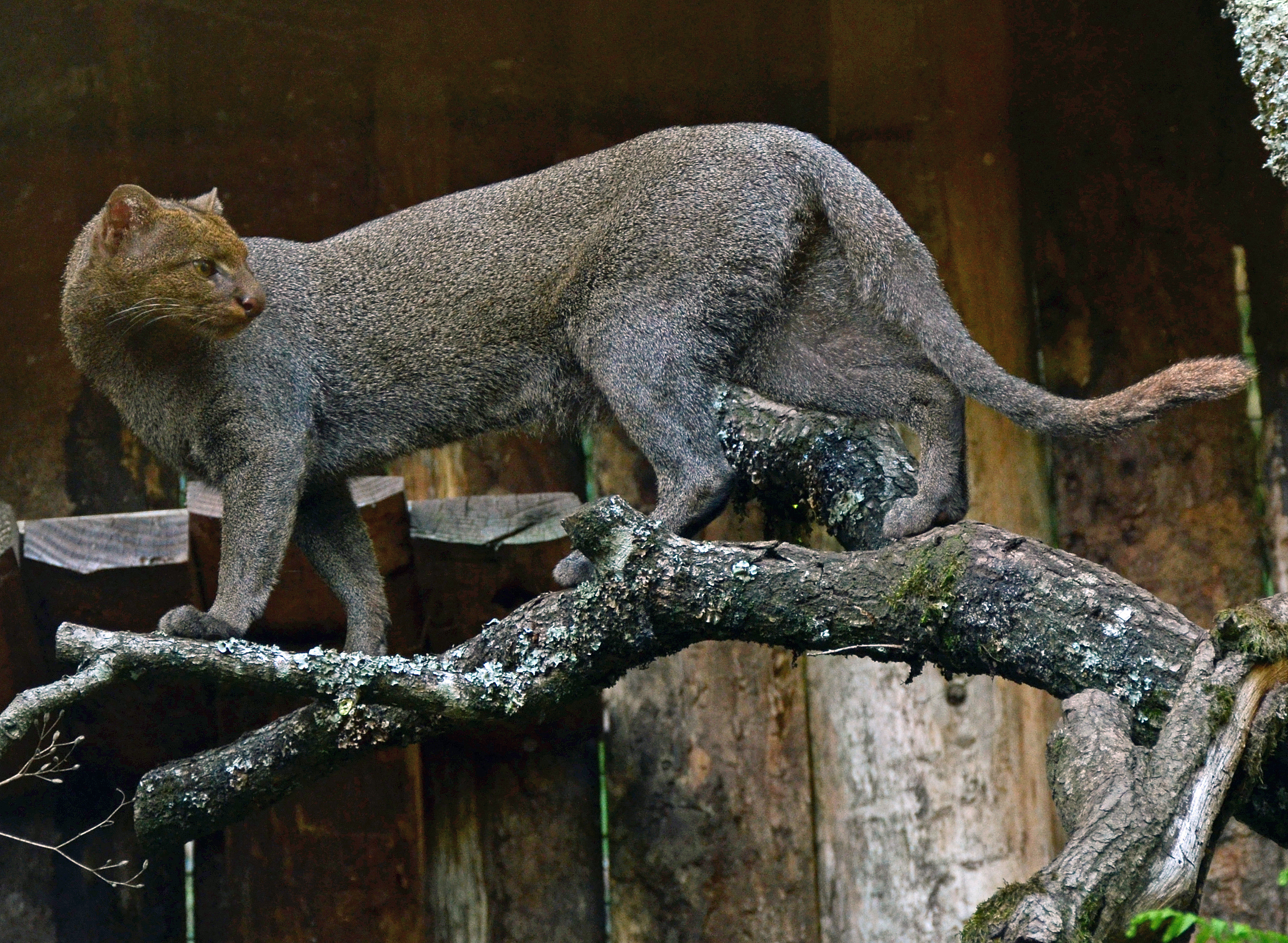
Jaguarundi
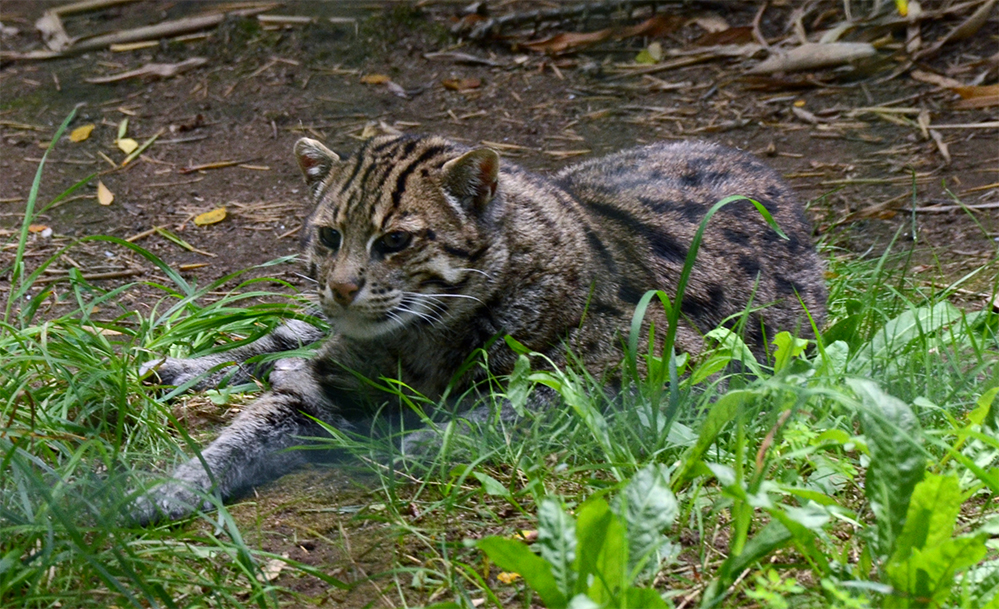
Fischkatze
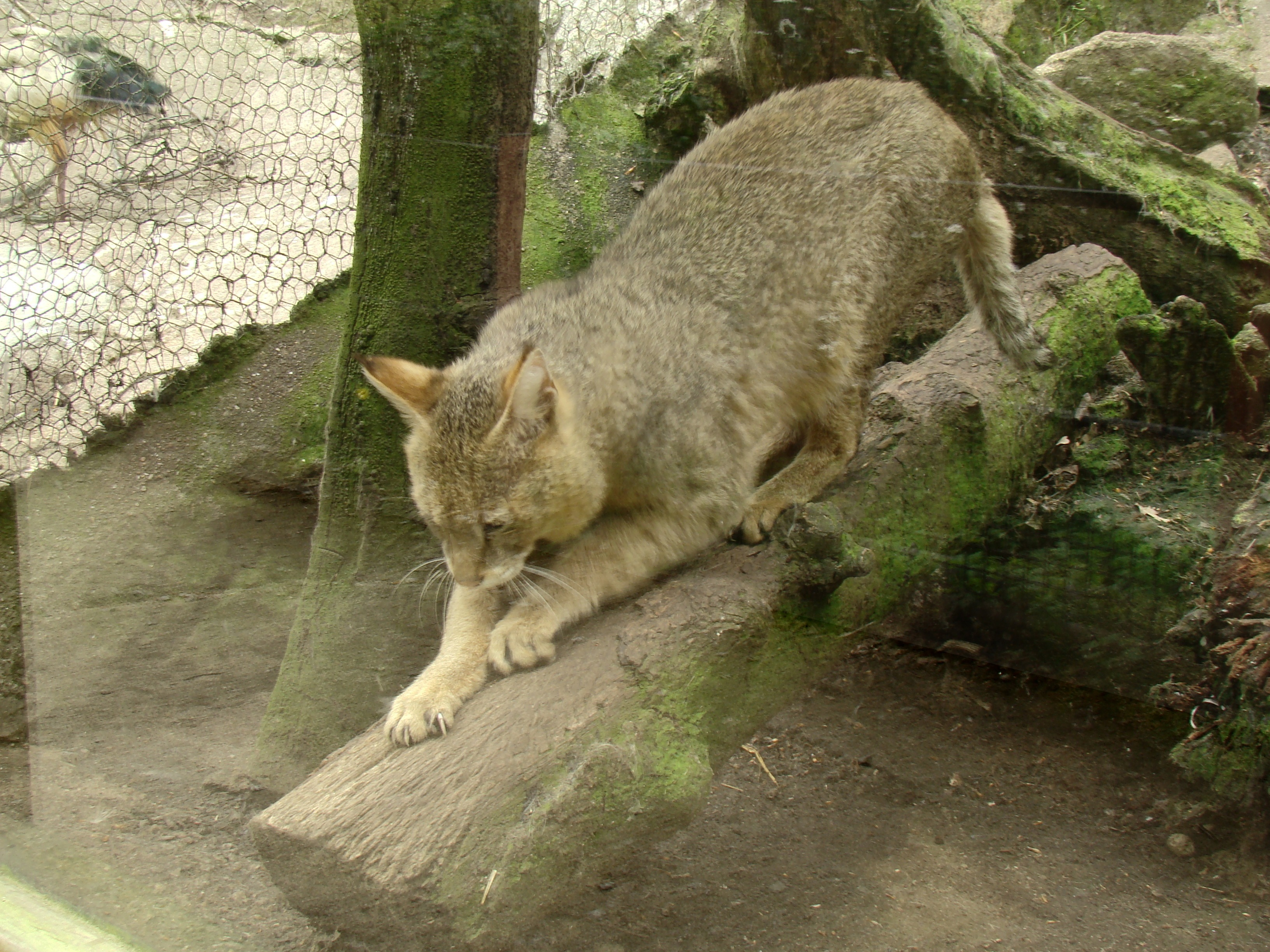
Rohrkatze
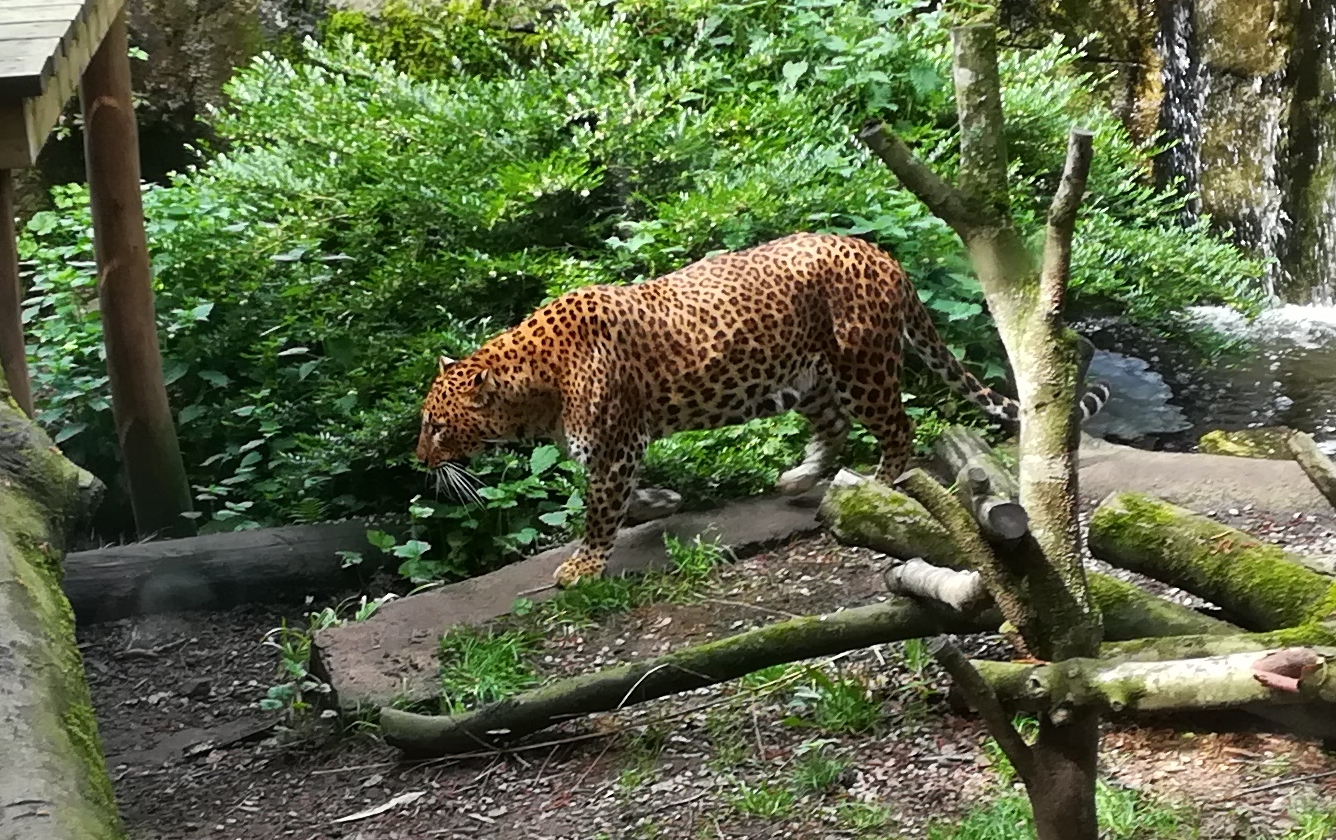
Sri-Lanka-Leopard
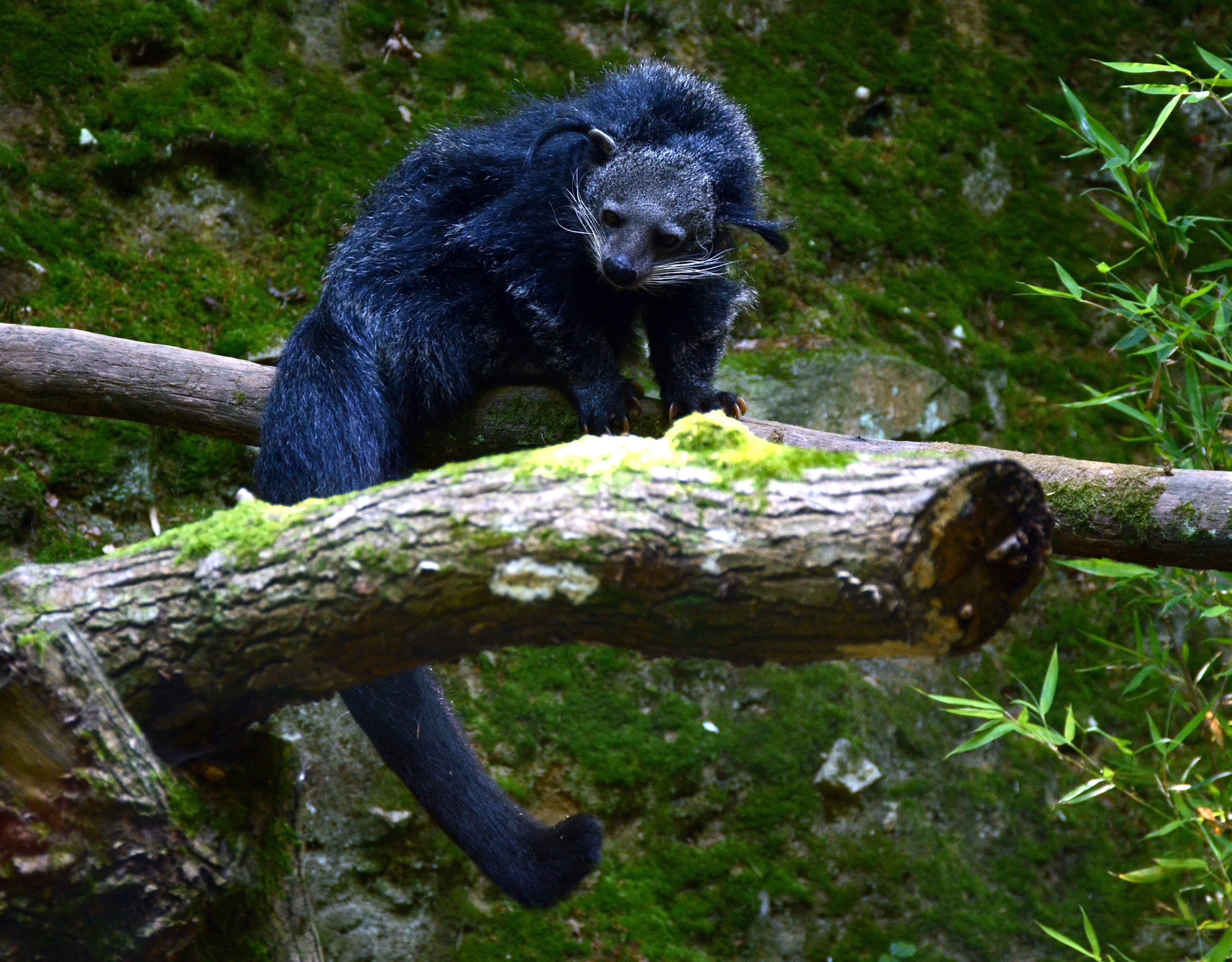
Binturong